# Polegar

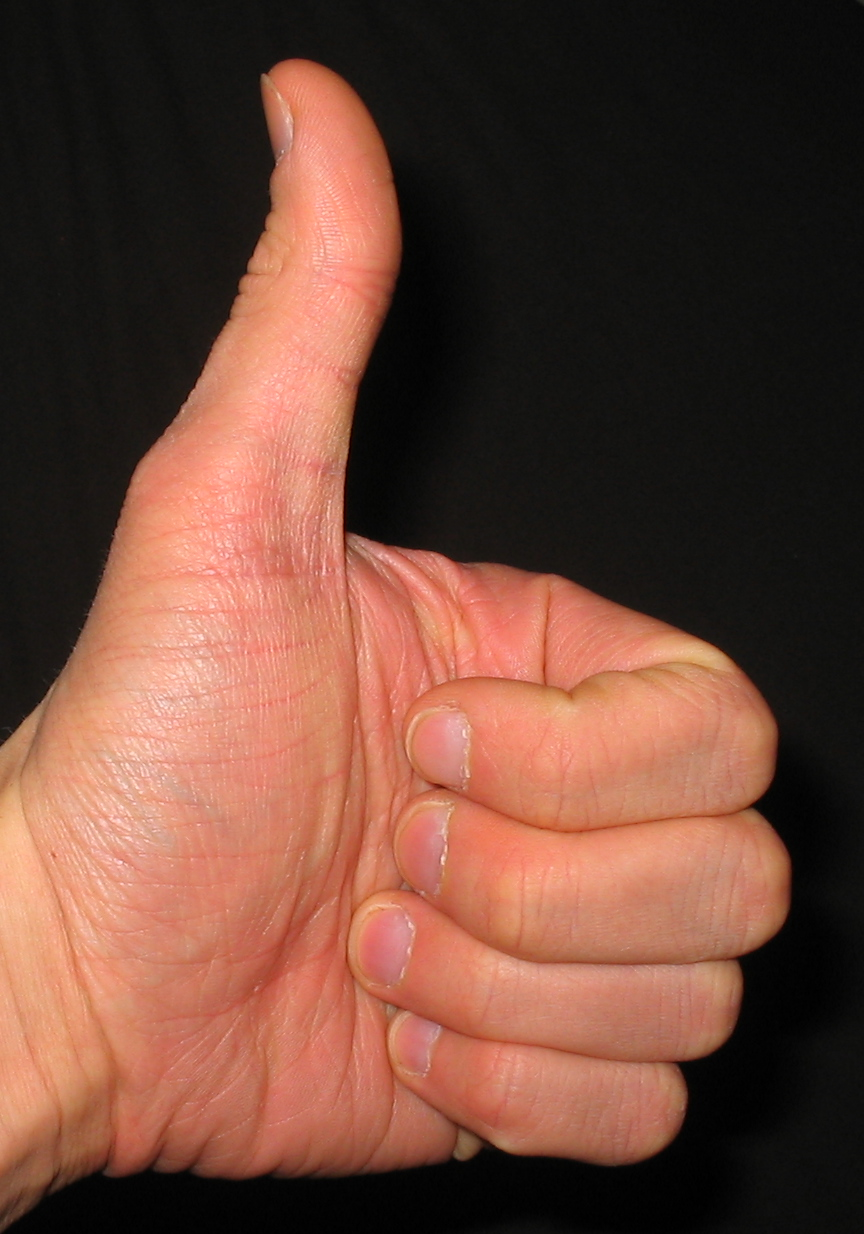
Polegar

O polegar é o dedo (ou primeiro quirodáctilo) mais importante dos hominídeos – é completamente oponível aos outros dedos, o que significou uma aquisição evolutiva que permitiu a estes animais a utilização de instrumentos, com os quais podem mais facilmente defender-se e modificar o meio ambiente para melhor sobreviverem (Edgar Morin, no seu "O Paradigma Perdido" se refere à dialéctica "pé - mão - cérebro").
Este dedo é formado por três ossos:
- Primeiro metacarpal, que articula com o grande multiangular ou trapézio do carpo;
- Falange proximal; e
- Falange distal.

O polegar pode realizar uma rotação de 90º, ficando perpendicular à “palma” da mão, enquanto que os outros dedos conseguem apenas um ângulo de 45º (aproximadamente). Estes movimentos são da responsabilidade de 8 músculos, cujos nomes em latim são:
- opponens pollicis
- abductor pollicis brevis
- flexor pollicis brevis
- adductor pollicis
- flexor pollicis longus
- abductor pollicis longus
- extensor pollicis brevis
- extensor pollicis longus

Os primeiros 4 são músculos intrínsecos da mão e os 3 primeiros formam a eminência tenar, enquanto que os restantes têm origem no antebraço. Os tendões do extensor pollicis longus e do extensor pollicis brevis formam a “caixinha do rapé” (que, nos tempos em que se aspirava rapé, servia efectivamente para ali colocar uma porção e levá-la ao nariz), onde se pode palpar a artéria radial e os ossos escafóide e trapézio.

## Outros animais com polegares que fazem oposição
Muitos animais também têm algum tipo de polegar ou dedo que faz oposição aos outros:
- A maioria dos primatas

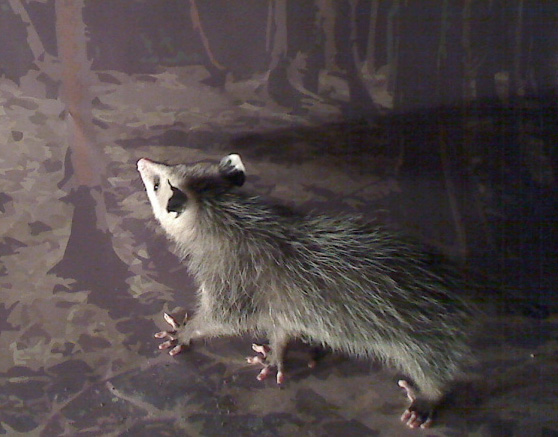
Dedo oponível no pé de um gambá.

  - Grandes primatas como o bonobo, chimpanzé, gorila, orangotango e o gibão possuem polegares oponíveis em ambas as mãos e pés.
  - Primatas do Velho Mundo, com algumas exceções, como os gêneros Piliocolobus e Colobus.
  - Alguns cebídeos  (Primatas do Novo Mundo da América Central e do Sul).
  - Os Tarsius.
  - Muitos primatas Strepsirrhini, como os lêmures, Loris, e o aie-aie.

- Panda-gigante que possui cinco dedos com garras mais um osso sesamoide extra-longa, que embora não seja realmente um dedo (como o polegar humano é), funciona como um polegar oponível.[6]
- A maioria dos Marsupiais da família Phalangeridae (espécie parecida com o gambá) - possuem um dedo oponível em cada pé, além de dois dígitos oponíveis em cada mão.[7]
- Os coalas - semelhante ao Phalangeridae, embora estejam em uma ordem diferente.[7]
- Gambás - possuem "polegares" oponíveis nas patas traseiras.[7]
- Troodon, um dinossauro que possuía polegares parcialmente oponíveis.[8]
- Bambiraptor, um pequeno dinossauro predador - que poderia tocar a ponta de dois de seus três dedos com o dedo oponível.[9]
- Phyllomedusa, um gênero de rãs nativas da América do Sul.[10]

A maioria dos pássaros têm pelo menos um dígito oponível nos pés, em várias configurações, mas estes raramente são chamados de "polegares".